# Wondermints
Wondermints, ook wel The Wondermints genoemd, is een Amerikaanse powerpopband uit Los Angeles. De band bestaat uit Darian Sahanaja (zang en toetsen), Nick Walusko (zang en gitaar), Mike D'Amico (zang en percussie) en Probyn Gregory (diverse instrumenten). De muziek van de band wordt sterk beïnvloed door popmuziek uit de jaren 60, waarbij met name Burt Bacharach en The Beach Boys belangrijke invloeden zijn. Sinds 1999 zijn ze de begeleidingsband van Brian Wilson. 

## Geschiedenis
De groep is ontstaan aan het begin van de jaren 90 en bestond toen alleen uit Sahanaja en Walusko. In 1992 sloot bassist Brian Kassan zich bij de groep aan, in 1993 gevolgd door drummer Mike D'Amico. Tot 1995 bracht de groep een aantal cassettes uit in eigen beheer. In dat jaar leverden de Wondermints bijdragen aan tribute-CD’s voor respectievelijk The Beach Boys en The Hollies. Ook trad de band dat jaar voor het eerst op met Brian Wilson, die zeer onder de indruk was van de groep. Eind 1995  verscheen bij het Japanse platenlabel Toy's Factory de eerste eigen CD, die vooral nummers bevat die ook al op de cassettes stonden. Kassan had de band inmiddels verlaten en was opgevolgd door Jim Mills, die in 1996 op zijn beurt weer werd vervangen door Probyn Gregory. 
In 1996 verscheen het tweede album Wonderful World Of Wondermints, dat op aandringen van de platenmaatschappij vooral covers bevat van nummers van o.a.  The Monkees, The Beach Boys, Pink Floyd en ABBA. In 1997 leverden de Wondermints een bijdrage aan de soundtrack van de eerste Austin Powers film. Hoewel het nummer alleen in de aftiteling even te horen is trok de band hiermee de aandacht van de grote platenmaatschappijen. Het derde album Bali werd in 1998 uitgebracht door Sony.
In 1999 sloten de leden van de band zich aan bij de begeleidingsband van Brian Wilson. Sindsdien wordt ook deze tienkoppige band met enige regelmaat, maar abusievelijk, Wondermints genoemd. Pas in 2002 verschijnt de eigen vierde CD, Mind If We Make Love to You. De jaren daarna begeleidde de band Wilson bij al zijn projecten, met als hoogtepunten de voltooiing van diens meestwerk Smile in 2003 en de succesvolle Smile-tournee door Europa en de Verenigde Staten in 2004.

## Discografie
- 1995 Wondermints
- 1996 Wonderful World of the Wondermints
- 1998 Bali
- 2002 Mind If We Make Love to You